# Kennington
Kennington è un distretto a sud di Londra. È tra i maggiori del Borough di Lambeth, confinante con il Borough di Southwark, un confine che può essere individuato, nel piano di Londra, nelle medievali prime parrocchie di Lambeth e St. George. Si trova a circa 2,3 km a sud di Charing Cross nella Inner London. Era maniero reale nella antica parrocchia di St. Mary (Lambeth) nella contea del Surrey e fu il centro amministrativo della parrocchia dal 1853. Prossima al Central London fu determinante per lo sviluppo dell'area come sobborgo residenziale, e con il Management Act 1855 venne incorporata nell'area metropolitana della Grande Londra nel 1855.
Kennington possiede tre punti di riferimento di Londra: The Oval campo da cricket, l'Imperial War Museum e il Kennington Park. La sua popolazione, al Censimento del Regno Unito del 2011, era di 15 106 abitanti.